# رابله ۵۶۶۶
سیارک ۵۶۶۶ (به انگلیسی: 5666 Rabelais، نامگذاری:1982TP1) پنج هزار و ششصد و شصت و ششمین سیارک کشف شده‌است که در ۱۴ اکتبر ۱۹۸۲ کشف شد.
قدر مطلق سیارک برابر ۱۳٫۲۰ است.